# Arena MRV
L'Arena MRV è uno stadio brasiliano della città di Belo Horizonte, nello stato del Minas Gerais.

## Storia
È stato inaugurato il 15 aprile del 2023 con una partita di vecchie glorie dell'Atlético Mineiro, col calcio di inizio eseguito da Dadá Maravilha.
Il 27 agosto 2023 esordisce l'Atlético Mineiro, battendo 2-0 il Santos con Paulinho che mette a segno la rete d'apertura.